# باول ميرفي (سياسي أمريكي)
باول ميرفي هو قاضي وسياسي أمريكي، ولد في 24 فبراير 1932 في بروكتون في الولايات المتحدة، وتوفي في 22 يناير 2020. انتخب عضو مجلس نواب ماساتشوستس ‏.